# Neolimonia cordillerensis
Neolimonia cordillerensis is een tweevleugelige uit de familie steltmuggen (Limoniidae). De soort komt voor in het Neotropisch gebied.